# Авдіївський коксохімічний завод
48°09′50″ пн. ш. 37°42′22″ сх. д. / 48.1639° пн. ш. 37.7060° сх. д.ПрАТ «Авді́ївський коксохімі́чний заво́д» (акр. АКХЗ) — одне з найбільших коксохімічних підприємств у Європі, розташоване в місті Авдіївці Донецької області. До руйнування у 2023-2024 роках випускало 31 вид продукції, основним з яких є доменний кокс для металургії. На частку АКХЗ припадало до 23 % виробництва доменного коксу в Україні. У 2020 році АКХЗ виробив більш ніж 2917 тис. тонн коксу для металургії. Кількість працівників — 3973 особи.
Підприємство постачало продукцію на українські підприємства, а також на експорт до Росії, Молдови, Польщі, Чехії, Словаччини, Румунії, Туреччини, Єгипту та інших країн.
Зруйноване російськими окупантами під час боїв за Авдіївку у 2023-2024 роках.

## Історія
30 листопада 1963 року Авдіївський КХЗ видав з коксової батареї № 1 перший кокс. З цієї дати розпочинається історія розвитку Авдіївського коксохімічного заводу, як найбільшого та найсучаснішого підприємства галузі. В 1973 році був зданий в експлуатацію коксовий цех № 2, у 1976 році — КЦ № 3 та у 1980 році — КЦ № 4. На АКХЗ вперше в галузі був розпочатий широкий розвиток хімічного крила.
За 40 років на Авдіївському коксохімічному заводі вироблено 200 млн тонн коксу валового, перероблено 12 млн тонн кам'яновугільної смоли, випущено 3,7 млн тонн фталевого ангідриду, 2,1 млн тонн бензолу та 2,5 млн тонн сульфату амонію.
На заводі випускається понад 30 видів продукції, основною з яких є доменний кокс, що використовується в чорній та кольоровій металургії як технологічне паливо, а як енергетична сировина — майже у всіх галузях економіки. На частку АКХЗ припадає близько 20 % валового випуску доменного коксу в Україні.
З початком війни на сході України на території підприємства станом на 2017 рік розірвалося понад 320 снарядів, 12 працівників загинуло, понад 50 осіб дістали поранення. Завод був змушений зупиняти роботу 15 разів, понад 200 разів підприємство було повністю знеструмлене. 5 лютого 2015 року внаслідок влучення снаряда під час обстрілу бойовиками на території Авдіївського коксохімічного заводу один працівник загинув, кілька поранено. 10 лютого 2015 року внаслідок обстрілу Авдіївський коксохімічний завод загорівся. 3 екіпажі МНС гасили пожежу більш як 5 годин. Постійні обстріли призвели до того, що 6 лютого 2017 року Авдіївський коксохімічний завод перевели в стан консервації. Становище могло змінитися лише у разі приєднання заводу та міста, до якнайменше двох високовольтних ліній живлення. У травні 2017 року завод приєднали до альтернативних нових високовольтних ліній електропередач, що дало можливість запустити в роботу всі підрозділи підприємства. Того ж року на Авдіївському КХЗ запустили після простою коксову батарею №8. Батарею законсервували ще 2014 року внаслідок перебоїв з електропостачанням. Через технічні зупинення і перепади температур у 15 з 65 печей була зруйнована вогнетривка кладка. 2017 року, підприємство направило 4 млн грн. на відновлення 4 печей.
У 2019 році Авдіївський КХЗ увів у дію модульну градирню, на будівництво якої виділили 25 млн грн. Запуск нової градирні дозволив удвічі підвищити ефективність уловлювання бензолу з коксового газу. Того ж року на заводі побудовано азотну станцію для придушення викидів за 4 млн грн, яка має скоротити викиди і збільшити випуск хімічної продукції на 11,6 тонн в рік. Також ввели в експлуатацію трубчасту піч розігріву смоли, модернізація має зменшити викиди від розігріву смоли на 90%.
У 2020 році на модернізацію та ремонти на заводі Група Метінвест запланувала спрямувати близько 800 мільйонів гривень. У квітні підприємство вже ввело в експлуатацію 25 коксових печей після планових ремонтів. Крім того, в приміщенні перевантажувальної станції провели заміну системи аспірації, виконали ремонт майданчика дверезйомних машини, замінено близько 100 метрів залізничної колії. У червні тривали роботи з оновлення камер коксування і заявлено про загальний план з оновлення 70 камер коксування до кінця року.

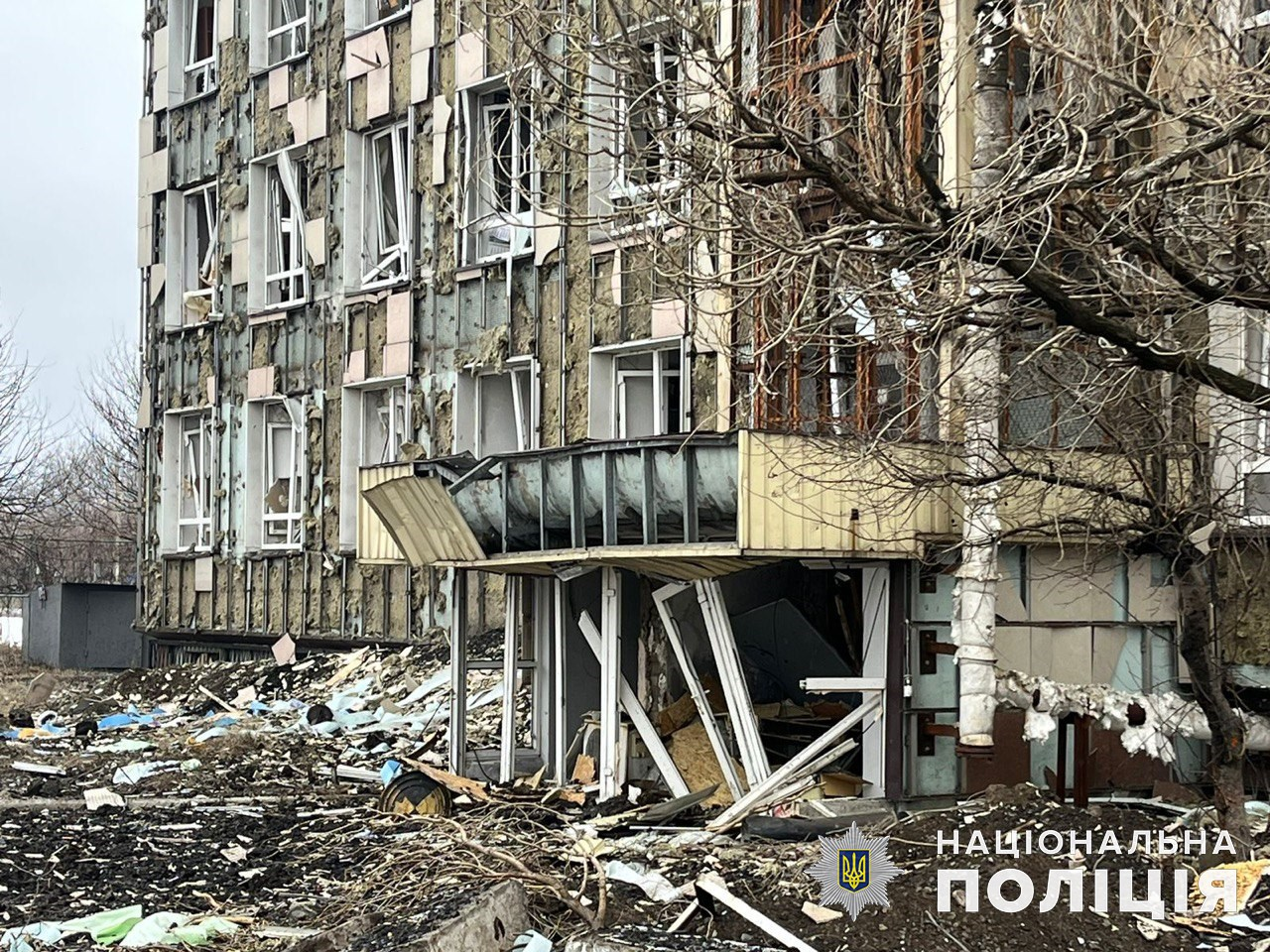
Адмінбудівля заводу після обстрілу 2023 року

У 2022-2023 роках завод сильно постраждав від російських обстрілів.
У кінці 2023 року стало відомо, що через руйнування, завдані російськими обстрілами, Авдіївський коксохімічний завод буде неможливо відновити після закінчення війни.
17 лютого 2024 окупанти встановили свій прапор над заводом.

## Судові процеси
У червні Верховний суд України зобов'язав компанію Метінвест, що належить Рінату Ахметову, виплатити $1,5 млн міноритарному акціонеру Авдіївського коксохімічного заводу Павлу Бойку. Це спричинено тим, що Метінвест штучно занизило вартість акцій підприємства та скупив їх за значно дешевшою ціною ніж на ринку за процедурою squeeze-out – примусовий викуп акцій у дрібних акціонерів.

## Продукція та виробництво

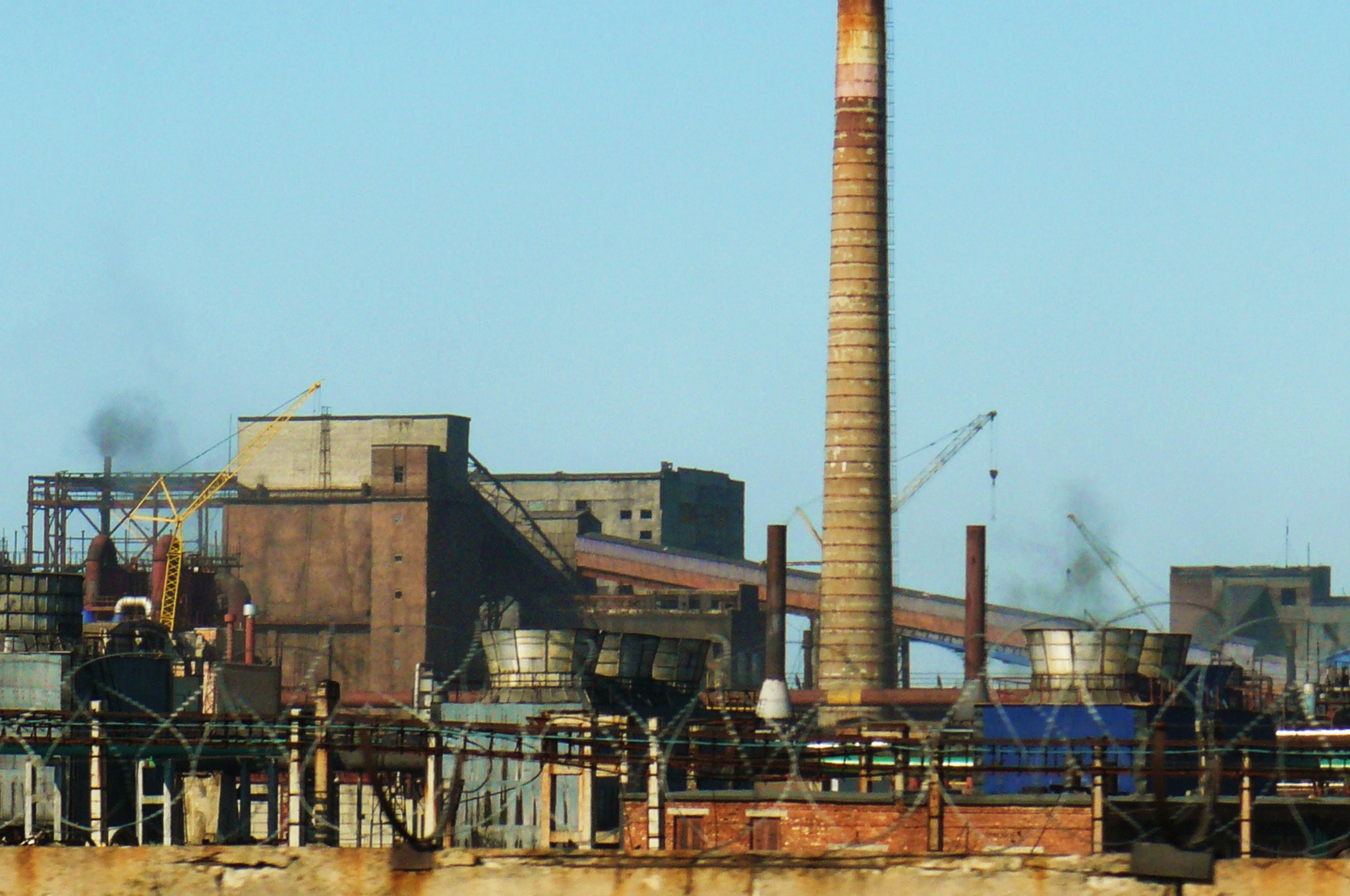
Авдіївський коксохімічний завод

У 2020 році орієнтовна структура продажів за видами продукції виглядала наступним чином: кокс доменний — 88%, інший кокс — 8%, хімічна та інша продукція — 4%. Орієнтовна структура продажів за ринками: внутрішній — 95,5%, експорт — 4,5%.
Кокс валовий за роками:
- 2010 році: 370 тис. т.
- 2011 році: 399 тис. т.[17]
- 2012 році: 4312 тис. т.
- 2013 році: 3656 тис. т.
- 2014 році: 2543 тис. т.
- 2015 році: 2154 тис. т.
- 2016 році: 2641 тис. т.
- 2017 році: 2971 тис. т.
- 2018 році: 3615 тис. т.
- 2019 році: 3199 тис. т.
- 2020 році: 2917 тис. т.

## Керівництво
З жовтня 2019 року підприємством керує Литовка Віталій Анатолійович. Колишній керівник, Магомедов Муса Сергойович, покинув свій пост у зв'язку з перемогою у виборах народних депутатів восени 2019 року.